# Taihō Kōki
Taihō Kōki (大鹏 幸喜 (en japonés)?   (29 de mayo de 1940 - 19 de enero de 2013) en Shikuka (hoy: Poronaysk) es el 48° yokozuna en el sumo japonés. Nacido como Naya Kōki (纳谷 幸喜?), es generalmente reconocido como el luchador de sumo más grande del período de la postguerra.

## Biografía
Kōki nació en la Isla de Sajalín de una madre japonesa Kiyo Naya y un padre de etnia ucraniana Markiyan Boryshko que había huido de la Revolución Bolchevique Cuando la Unión Soviética tomó la isla Kōki perdió cualquier tipo de contacto con él toda su vida hizo esfuerzos por localizarlo y encontrarlo pero sin éxito
Se convirtió en yokozuna en 1961 a la edad de 21, el más joven hasta la fecha, y ganó un récord de 32 torneos entre 1960 y 1971. Incluso ganó seis torneos consecutivos en dos ocasiones distintas. Ha sido el único luchador en ganar por lo menos un campeonato cada año en su división.
Se retiró en el año 1971, después de lo cual se convirtió en entrenador.
El nieto de Taihō, Yukio Naya, siguió la senda de su padre, aunque no en el sumo, sino en el puroresu. Desde enero de 2012, Naya forma parte de Real Japan Pro Wrestling bajo la tutela de Satoru Sayama, quien fue íntimo amigo de Taihō.

## Historial
1956
| Año (Honbasho) | Hatsu Basho (enero) (ciudad de Tokio) | Haru Basho (marzo) (ciudad de Osaka) | Natsu Basho (mayo) (ciudad de Tokio) | Aki Basho (septiembre) (ciudad de Tokio) | Victorias / Derrotas |
| 1956           | ─                                     | ─                                    | ─                                    | Maezumo Hatsu Dohyō 0 - 0                | 0 - 0                |

1957
| Año (Honbasho) | Hatsu Basho (enero) (ciudad de Tokio) | Haru Basho (marzo) (ciudad de Osaka) | Natsu Basho (mayo) (ciudad de Tokio) | Aki Basho (septiembre) (ciudad de Tokio) | Kyushu Basho (noviembre) (ciudad de Fukuoka) | Victorias / Derrotas |
| 1957           | Jonokuchi 23 Oeste 7 - 1              | Jonidan 83 Este 6 - 2                | Jonidan 29 Oeste 7 - 1               | Sandanme 71 Oeste 7 - 1                  | Sandanme 37 Este 6 - 2                       | 33 - 7               |

1958 - 1971
| Año (Honbasho) | Hatsu Basho (enero) (ciudad de Tokio) | Haru Basho (marzo) (ciudad de Osaka) | Natsu Basho (mayo) (ciudad de Tokio) | Nagoya Basho (julio) (ciudad de Nagoya) | Aki Basho (septiembre) (ciudad de Tokio) | Kyushu Basho (noviembre) (ciudad de Fukuoka) | Victorias / Derrotas / Ausencias |
| 1958           | Sandanme 20 Oeste 6 - 2               | Sandanme 1 Este 8 - 0                | Makushita 31 Oeste 7 - 1             | Makushita 9 Este 7 - 1                  | Makushita 2 Oeste 3 - 5                  | Makushita 7 Este 6 - 2                       | 37 - 11                          |
| 1959           | Makushita 4 Este 6 - 2                | Makushita 1 Este 6 - 2               | Jūryō 20 Oeste 9 - 6                 | Jūryō 16 Este 9 - 6                     | Jūryō 10 Este 13 - 2                     | Jūryō 3 Este 13 - 2                          | 56 - 20                          |
| 1960           | Maegashira 13 Oeste 12 - 3            | Maegashira 4 Este 7 - 8              | Maegashira 6 Este 11 - 4             | Komusubi 1 Oeste 11 - 4                 | Sekiwake 1 Oeste 12 - 3                  | Sekiwake 1 Este 13 - 2                       | 66 - 24                          |
| 1961           | Ōzeki 2 Este 10 - 5                   | Ōzeki 2 Oeste 12 - 3                 | Ōzeki 1 Oeste 11 - 4                 | Ōzeki 1 Este 13 - 2                     | Ōzeki 1 Este 12 - 3                      | Yokozuna 1 Oeste 13 - 2                      | 71 - 19                          |
| 1962           | Yokozuna 1 Este 13 - 2                | Yokozuna 1 Este 13 - 2               | Yokozuna 1 Este 11 - 4               | Yokozuna 1 14 - 1                       | Yokozuna 1 Este 13 - 2                   | Yokozuna 1 Este 13 - 2                       | 77 - 13                          |
| 1963           | Yokozuna 1 Este 14 - 1                | Yokozuna 1 Este 14 - 1               | Yokozuna 1 Este 15 - 0               | Yokozuna 1 Este 12 - 3                  | Yokozouna 1 Este 14 - 1                  | Yokozuna 1 Oeste 13 - 2                      | 81 - 9                           |
| 1964           | Yokozuna 1 Este 15 - 0                | Yokozuna 1 Este 15 - 0               | Yokozuna 1 Este 10 - 5               | Yokozuna 2 Este 1 - 4 - 10              | Yokozuna 1 Oeste 14 - 1                  | Yokozuna 1 Este 14 - 1                       | 69 - 11 - 10                     |
| 1965           | Yokozuna 1 Este 11 - 4                | Yokozuna 1 Este 14 - 1               | Yokozuna 1 Este 9 - 6                | Yokozuna 1 Oeste 13 - 2                 | Yokozuna 1 Este 11 - 4                   | Yokozuna 2 Este 13 - 2                       | 71 - 19                          |
| 1966           | Yokozuna 1 Este 0 - 0 - 15            | Yokozuna 2 Este 13 - 2               | Yokozuna 1 Este 14 - 1               | Yokozuna 1 Este 14 - 1                  | Yokozuna 1 Este 13 - 2                   | Yokozuna 1 Este 15 - 0                       | 69 - 6 - 15                      |
| 1967           | Yokozuna 1 Este 15 - 0                | Yokozuna 1 Este 13 - 2               | Yokozuna 1 Este 14 - 1               | Yokozuna 1 Este 2 - 1 - 12              | Yokozuna 1 Este 15 - 0                   | Yokozuna 1 Este 11 - 2 - 2                   | 70 - 6 - 2                       |
| 1968           | Yokozuna 1 Oeste 1 - 3 - 11           | Yokozuna 2 Este 0 - 0 - 15           | Yokozuna 1 Oeste 0 - 0 - 15          | Yokozuna 1 Oeste 0 - 0 - 15             | Yokozuna 1 Oeste 14 - 1                  | Yokozuna 1 Este 15 - 0                       | 30 - 4 - 56                      |
| 1969           | Yokozuna 1 Este 15 - 0                | Yokozuna 1 Este 3 - 2 - 10           | Yokozuna 1 Oeste 13 - 2              | Yokozuna 1 Este 11 - 4                  | Yokozuna 1 Este 11 - 4                   | Yokozuna 1 Este 6 - 4 - 5                    | 59 - 16 - 15                     |
| 1970           | Yokozuna 1 Este 0 - 0 - 15            | Yokozuna 2 Este 14 - 1               | Yokozuna 1 Este 12 - 3               | Yokozuna 1 Oeste 2 - 2 - 11             | Yokozuna 2 Este 12 - 3                   | Yokozuna 1 Oeste 14 - 1                      | 54 - 10 - 26                     |
| 1971           | Yokozuna 1 Oeste 14 - 1               | Yokozuna 1 Este 12 - 3               | Yokozuna 1 Oeste 3 - 3 - 9           | ─                                       | ─                                        | ─                                            | 29 - 7 - 9                       |